# 根德京根
根德京根是德国巴伐利亚州的一个市镇。总面积11.67平方公里，总人口1168人，其中男性591人，女性577人（2011年12月31日），人口密度100人/平方公里。